# Gais 1942/1943
Fotbollsklubben Gais spelade säsongen 1942/1943 i allsvenskan, och slutade tia i serien.
Gais vann svenska cupen 1942 efter seger i finalen mot IF Elfsborg.

## Allsvenskan
Efter andraplatsen i allsvenskan 1941/1942 fanns det förväntningar på nya stordåd från Gais, vars lag var i stort sett intakt sedan fjolårssäsongen. Säsongen började emellertid dåligt, och Gais hade inför vinteruppehållet bara spelat hem fem poäng, vilket räckte till en tiondeplats. Vårsäsongen fortsatte nästan lika illa, men det allsvenska kontraktet räddades med sammanlagt 15 poäng och en tiondeplats, med sex poäng tillgodo på Gårda BK på elfte plats.

### Tabell
| Nr | Lag                | S  | V  | O  | F  | GM | IM | MS  | P  |
| -- | ------------------ | -- | -- | -- | -- | -- | -- | --- | -- |
| 1  | IFK Norrköping     | 22 | 12 | 7  | 3  | 52 | 25 | +27 | 31 |
| 2  | IF Elfsborg        | 22 | 14 | 2  | 6  | 58 | 32 | +26 | 30 |
| 3  | Hälsingborgs IF    | 22 | 12 | 6  | 4  | 46 | 28 | +18 | 30 |
| 4  | Degerfors IF       | 22 | 9  | 8  | 5  | 49 | 27 | +22 | 26 |
| 5  | Malmö FF           | 22 | 10 | 5  | 7  | 44 | 30 | +14 | 25 |
| 6  | Halmstads BK (U)   | 22 | 9  | 7  | 6  | 38 | 50 | −12 | 25 |
| 7  | AIK                | 22 | 10 | 4  | 8  | 48 | 37 | +11 | 24 |
| 8  | IFK Göteborg (RM)  | 22 | 7  | 10 | 5  | 46 | 40 | +6  | 24 |
| 9  | Sandvikens IF      | 22 | 8  | 2  | 12 | 31 | 47 | −16 | 18 |
| 10 | Gais               | 22 | 6  | 3  | 13 | 38 | 47 | −9  | 15 |
| 11 | Gårda BK           | 22 | 2  | 5  | 15 | 17 | 60 | −43 | 9  |
| 12 | IFK Eskilstuna (U) | 22 | 2  | 3  | 17 | 31 | 75 | −44 | 7  |

### Seriematcher
| Lag             | Hemma | Borta |
| --------------- | ----- | ----- |
| IFK Norrköping  | 1–3   | 1–1   |
| IF Elfsborg     | 4–3   | 0–4   |
| Hälsingborgs IF | 0–1   | 1–4   |
| Degerfors IF    | 0–0   | 4–5   |
| Malmö FF        | 0–2   | 0–3   |
| Halmstads BK    | 1–2   | 2–3   |
| AIK             | 0–1   | 3–5   |
| IFK Göteborg    | 0–1   | 2–2   |
| Sandvikens IF   | 2–3   | 2–1   |
| Gårda BK        | 2–0   | 3–1   |
| IFK Eskilstuna  | 6–1   | 4–1   |

## Svenska cupen

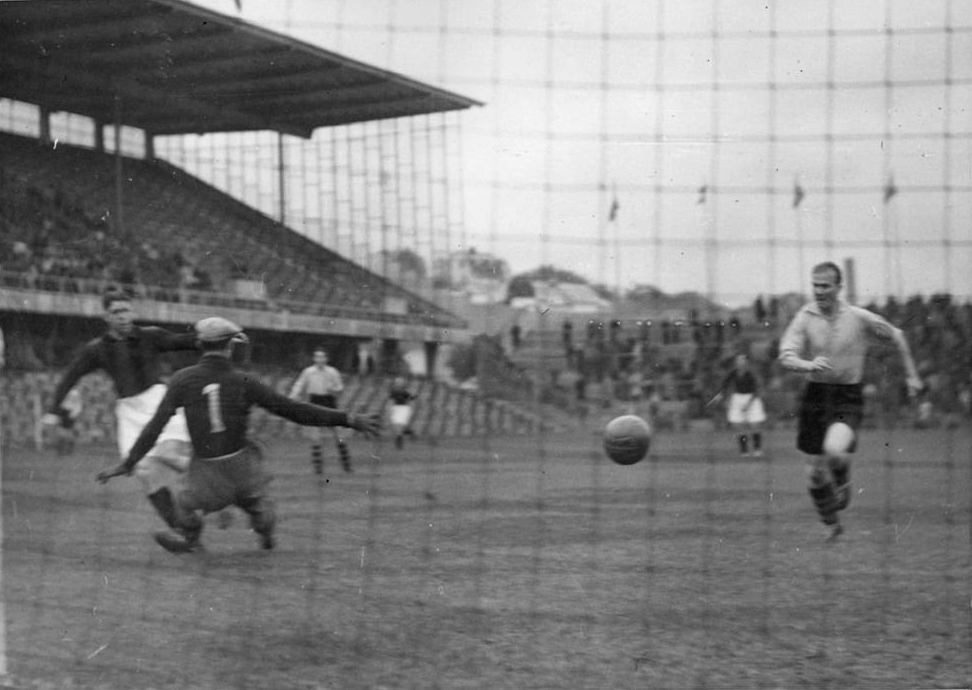
Göte Sjösten (till vänster) gör 1–0 mot Elfsborg i cupfinalen.

Gais inledde svenska cupen 1942 med att med nöd och näppe gå vidare borta mot Eskilstunaföreningen IF Verdandi, som låg i division II. Det stod 4–4 efter full tid, men i förlängningen lyckades Gais göra två mål och vinna med 6–4. Därefter besegrade man i åttondelen Avesta AIK, också de i division II, med 2–1 hemma, även det efter förlängning. Man var därefter starkt nederlagstippade i kvartsfinalen mot Degerfors IF, som hade slagit ut både IFK Göteborg och Hälsingborgs IF i de inledande omgångarna, men Gais vann klart med 6–1 hemma på Ullevi efter ett avslutande hattrick av Rune Östling. I semifinalen besegrade man sedan Halmstads BK hemma med 3–1.

### Final

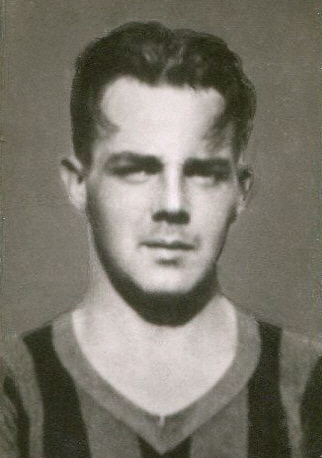
Den osannolike matchhjälten Folke Lind.

I finalen den 18 oktober 1942 vann Gais med 2–1 mot ett favorittippat IF Elfsborg på Råsunda. På en regntung plan och i stark blåst lyckades Gais stå emot den första Elfborgsoffensiven, och i den 26:e minuten gjorde man i stället 1–0, då högeryttern Åke Schön slog en passning till Göte Sjösten, som fintade bort den anstormande Arvid Emanuelsson och skickade in bollen vid den högra stolpen, förbi en utrusande Åke Sandberg. Elfsborg kvitterade bara fyra minuter senare genom ett dråpligt mål: Emanuelsson, som stod långt in på den egna planhalvan, slog en boll upp mot kedjan, men i den starka vinden missbedömde Nils "Nippe" Johansson, störd av de framrusande Knut Johansson och Folke Lind, bollbanan, och bollen studsade ungefär vid straffpunkten och över Nippe i mål.
Fyra minuter in i andra halvlek fick Gais centerhalv Folke Lind en ordentlig spark i huvudet och fick ledas av planen. Läkaren konstaterade hjärnskakning och förbjöd Lind att fortsätta, vilket han dock vägrade att hörsamma. Efter elva minuter var han tillbaka i spel. Sven Jacobsson gick ner som centerhalv, med Åke Schön som kedjeledare och Lind som högerytter. Lind blev därefter osannolik matchhjälte för Gais i den 26:e minuten av andra halvlek, då Östling slog ett inlägg som Lind nickade perfekt upp i nättaket.
Direkt efter slutsignalen tilldelade prins Gustaf Adolf segrarna, företrädda av kaptenen Sven Jacobsson, vandringspokalen, diplom och guldmedaljer. Efter matchen visade det sig att matchhjälten Folke Lind på grund av sin hjärnskakning inte hade något minne av sitt avgörande mål.

### Matcher
| 1 | 5 juli 1942 | IF Verdandi                   | 4 – 6 (e.fl.)                | Gais                                                                                | Tunavallen                                                 |                                                            |
|   |             | Ahl 60′ Melin 61′, 76′ vy 80′ | (0 – 0, 4 – 4 e.ft.) Rapport | 46′ Helmer Lundgren 66′, 92′ Rune Östling 71′, 86′ Göte Sjösten 115′ Sven Jacobsson | Eskilstuna Publik: 3 137 Domare: Wille Svensson, Stockholm | Eskilstuna Publik: 3 137 Domare: Wille Svensson, Stockholm |
|   |             |                               |                              |                                                                                     | Eskilstuna Publik: 3 137 Domare: Wille Svensson, Stockholm | Eskilstuna Publik: 3 137 Domare: Wille Svensson, Stockholm |
|   |             |                               |                              |                                                                                     | Eskilstuna Publik: 3 137 Domare: Wille Svensson, Stockholm | Eskilstuna Publik: 3 137 Domare: Wille Svensson, Stockholm |

| 8:del | 10 juli 1942 | Gais                              | 2 – 1 (e.fl.)                | Avesta AIK           | Ullevi                                                   |                                                          |
|       |              | Sven Jacobsson 77′ Erik Niklasson | (0 – 0, 1 – 1 e.ft.) Rapport | 83′ Lennart Sjöström | Göteborg Publik: 2 333 Domare: Anders Nilsson, Uddevalla | Göteborg Publik: 2 333 Domare: Anders Nilsson, Uddevalla |
|       |              |                                   |                              |                      | Göteborg Publik: 2 333 Domare: Anders Nilsson, Uddevalla | Göteborg Publik: 2 333 Domare: Anders Nilsson, Uddevalla |
|       |              |                                   |                              |                      | Göteborg Publik: 2 333 Domare: Anders Nilsson, Uddevalla | Göteborg Publik: 2 333 Domare: Anders Nilsson, Uddevalla |

| Kvart | 17 juli 1942 | Gais                                                                             | 6 – 1           | Degerfors IF               | Ullevi                 |                        |
|       |              | Sven Jacobsson 5′ Göte Sjösten 50′ Erik Niklasson 63′ Rune Östling 70′, 75′, 81′ | (1 – 1) Rapport | 13′ Erik "Keller" Karlsson | Göteborg Publik: 6 951 | Göteborg Publik: 6 951 |
|       |              |                                                                                  |                 |                            | Göteborg Publik: 6 951 | Göteborg Publik: 6 951 |
|       |              |                                                                                  |                 |                            | Göteborg Publik: 6 951 | Göteborg Publik: 6 951 |

| Semi | 23 augusti 1942 | Gais                                   | 3 – 1           | Halmstads BK   | Ullevi                                                 |                                                        |
|      |                 | Göte Sjösten 21′ Rune Östling 24′, 34′ | (3 – 0) Rapport | 84′ Åke Olsson | Göteborg Publik: 6 557 Domare: Tore Sjöberg, Stockholm | Göteborg Publik: 6 557 Domare: Tore Sjöberg, Stockholm |
|      |                 |                                        |                 |                | Göteborg Publik: 6 557 Domare: Tore Sjöberg, Stockholm | Göteborg Publik: 6 557 Domare: Tore Sjöberg, Stockholm |
|      |                 |                                        |                 |                | Göteborg Publik: 6 557 Domare: Tore Sjöberg, Stockholm | Göteborg Publik: 6 557 Domare: Tore Sjöberg, Stockholm |

### Finalen
|  | 18 oktober 1942 | Råsunda000 Solna000 |

|                                 | Gais            | 2 – 1                 | IF Elfsborg |  |
| Göte Sjösten 26′ Folke Lind 71′ | (1 – 1) Rapport | 30′ Arvid Emanuelsson |             |  |
|                                 |                 |                       |             |  |

| Startelva: |  |                   |  |  |
|            |  |                   |  |  |
| MV         |  | Nils Johansson    |  |  |
| HB         |  | Rolf Gustafsson   |  |  |
| VB         |  | Arne Gustafsson   |  |  |
| HH         |  | Bertil Johansson  |  |  |
| CH         |  | Folke Lind        |  |  |
| VH         |  | Sixten Rosenqvist |  |  |
| HY         |  | Åke Schön         |  |  |
| HI         |  | Göte Sjösten      |  |  |
| CA         |  | Sven Jacobsson    |  |  |
| VI         |  | Bengt Mossberg    |  |  |
| VY         |  | Rune Östling      |  |  |
|            |  |                   |  |  |
|            |  |                   |  |  |
|            |  |                   |  |  |
|            |  |                   |  |  |
|            |  |                   |  |  |
|            |  |                   |  |  |
|            |  |                   |  |  |
|            |  |                   |  |  |
|            |  |                   |  |  |
|            |  |                   |  |  |
|            |  |                   |  |  |
|            |  |                   |  |  |
|            |  |                   |  |  |
|            |  |                   |  |  |
|            |  |                   |  |  |
|            |  |                   |  |  |

| Startelva: |  |                   |  |  |
|            |  |                   |  |  |
| MV         |  | Åke Sandberg      |  |  |
| HB         |  | Ernst Hernqvist   |  |  |
| VB         |  | Arne Sandgren     |  |  |
| HH         |  | Gösta Dahl        |  |  |
| CH         |  | Arvid Emanuelsson |  |  |
| VH         |  | Karl-Erik Grahn   |  |  |
| HY         |  | Gillis Andersson  |  |  |
| HI         |  | Evert Grahn       |  |  |
| CA         |  | Knut Johansson    |  |  |
| VI         |  | Sven Jonasson     |  |  |
| VY         |  | Hugo Lydén        |  |  |
|            |  |                   |  |  |
|            |  |                   |  |  |
|            |  |                   |  |  |
|            |  |                   |  |  |
|            |  |                   |  |  |
|            |  |                   |  |  |
|            |  |                   |  |  |
|            |  |                   |  |  |
|            |  |                   |  |  |
|            |  |                   |  |  |
|            |  |                   |  |  |
|            |  |                   |  |  |
|            |  |                   |  |  |
|            |  |                   |  |  |
|            |  |                   |  |  |
|            |  |                   |  |  |

| Domare: Ivan Eklind, Stockholm | Publik: 10 013 |  |

## Spelarstatistik

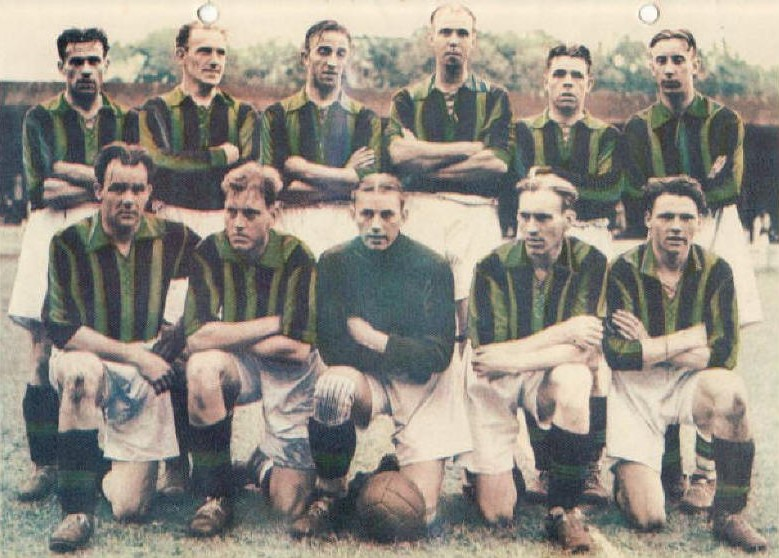
Gais säsongen 1942/1943. Bild från Rekordmagasinet. Stående från vänster: Helmer Lundgren, Gustaf Andersson, Erik Niklasson, Sven "Jack" Jacobsson, Göte Sjösten, Rune Östling. Knästående från vänster: Folke Lind, Rolf Gustafsson, Nils "Nippe" Johansson, Arne Gustafsson, Sixten Rosenqvist.

Gais hade fått behålla laget i stort sett intakt från föregående säsong, och använde sammanlagt 19 spelare under säsongen.
| Spelare              | Matcher | Mål |
| -------------------- | ------- | --- |
| Göte Sjösten         | 22      | 6   |
| Folke Lind           | 21      | 1   |
| Rolf Gustafsson      | 21      |     |
| Sven Jacobsson       | 20      | 11  |
| Rune Östling         | 19      | 7   |
| Sixten Rosenqvist    | 19      | 1   |
| Bertil Johansson     | 17      | 1   |
| Nils Johansson (mv)  | 15      |     |
| Helmer Lundgren      | 14      | 1   |
| Bengt Mossberg       | 13      | 4   |
| Arne Gustafsson      | 12      |     |
| Åke Schön            | 11      |     |
| Gunnar Adamsson      | 10      |     |
| Gustaf Andersson     | 9       |     |
| Erik Niklasson       | 7       | 4   |
| Rolf Andreasson (mv) | 7       |     |
| Gunnar Andersson     | 2       | 1   |
| Stig Hillén          | 1       |     |
| Olof Rosenqvist      | 1       |     |